# 板橋ジャンクション (京畿道)
板橋ジャンクション（パンギョジャンクション）は大韓民国京畿道城南市にある京釜高速道路と首都圏第一循環高速道路を結ぶジャンクションである。ソウル方面から首都圏第一循環高速道路への進入ならびに首都圏第一循環高速道路からソウル方面への進入はできない。

## 接続する路線

### ソウル・釜山方面
- 京釜高速道路（48番）

### 仁川・九里方面
- 首都圏第一循環高速道路（1番）

## 隣
京釜高速道路
- (47) 板橋IC - (48) 板橋JCT - (48) 大旺板橋IC

首都圏第一循環高速道路
- 清渓料金所 - (1) 板橋JCT - (2) 城南IC